# BMW・N53エンジン
BMW N53エンジンは、BMWが2006年から2013年まで製造した自然吸気6気筒ガソリンエンジン。E60 5シリーズのマイナーチェンジモデルに初めて搭載され、その後3シリーズ325iなどに使用された。

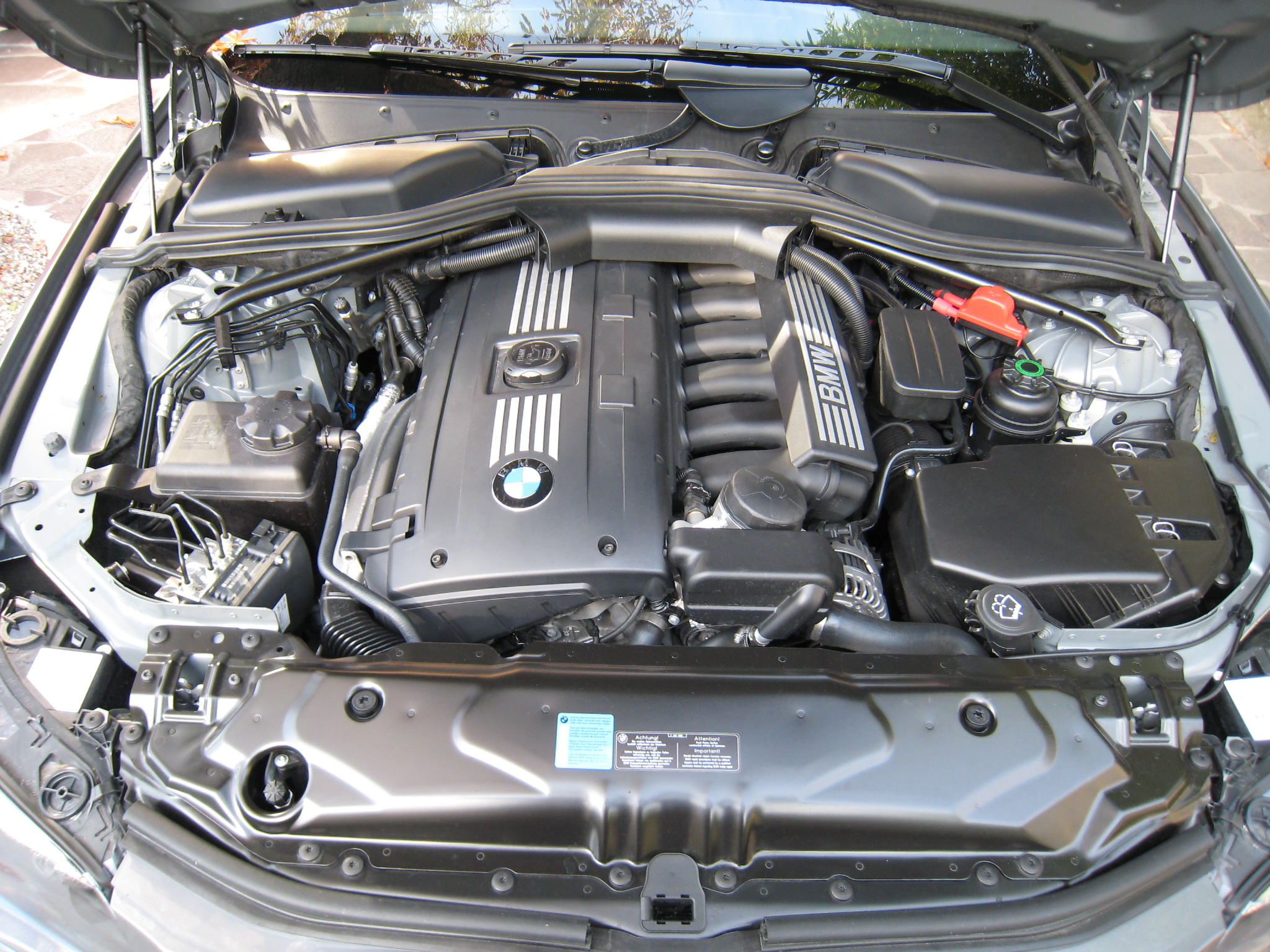
BMW N53エンジン

## 概要
前モデルは同じく自然吸気6気筒ガソリンエンジンのBMW・N52エンジン。N52がポート噴射だったのに対して、N53は直噴化されている。また圧縮比が12.0まで高められた。硫黄分の多い燃料が使われている米国、カナダ、オーストラリア、マレーシアといったエリアには、このエンジンは不適とされ、それらのエリアではN52エンジンがそのまま使用された。直噴化のデメリットとして、シリンダーヘッドの容量不足により、N52が搭載していたバルブトロニック（可変バルブリフト）は搭載されなかった。ボア・ストロークはN52エンジンと同一で、マグネシウム合金クランクケースの採用、ダブルVAMOS（可変バルブタイミング）搭載などもN52を踏襲している。2.5リットルのN53B25と、3.0リットルのN53B30が存在する。N53エンジンは長らく日本導入が見送られてきたが、2010年7月より325i（E90、E91、E92）に搭載され、正規輸入が開始された。

## 不具合
N53エンジンは、N54エンジンなどと同じように、直噴化されたBMWの第一世代のエンジンである。エンジンルーム内部に高圧燃料ポンプ（High-Pressure Fuel Pump (HPFP)）を装備するが、これの故障が頻発した。初期モデルの高圧燃料ポンプは、1万マイル毎に故障したため、アメリカではレモン法による消費者保護対応の適応となり、故障が多発した車両をディーラーが買い戻すことになった。また高価なピエゾタイプのインジェクターを採用しているが、これの故障も多かった。電気式ウォーターポンプの故障なども同時期のBMWエンジンに共通したトラブルである。

## 最後の自然吸気6気筒エンジンとして
N53エンジンの系譜を継承するBMW・N54エンジンやBMW・N55エンジンはターボエンジンとなっている。つまりN53エンジンは、BMWが設計した最後の量産車用自然吸気6気筒エンジンである。しかし、N53エンジンはN52エンジンから直噴化を果たしたものの、バルブトロニックの非搭載により、出力はN52エンジンに対してアドバンテージを持っていない。N52エンジンファミリーで最も高出力なのは272馬力なのに対して、N53のそれは260馬力に留まっている。また使用燃料の制限により、N52とN53エンジンも平行して製造され、双方のエンジンの生産時期は重複している。N53エンジンはN52エンジンより早い2013年に製造が打ち切られており、BMWによって最後まで生産されていた自然吸気6気筒エンジンという意味では2015年末まで製造されていたBMW・N52エンジンがBMW最後の自然吸気6気筒エンジンである。

## 仕様
| エンジン名 | Displacement           | 出力                          | トルク                                 | 製造年間  |
| ---------- | ---------------------- | ----------------------------- | -------------------------------------- | --------- |
| N53B25     | 2,497 cc (152.4 cu in) | 140 kW (188 bhp) at 6,100 rpm | 235 N⋅m (173 lb⋅ft) at 3,500-5,000 rpm | 2006-2010 |
| N53B30     | 2,996 cc (182.8 cu in) | 150 kW (201 bhp) at 6,100 rpm | 270 N⋅m (199 lb⋅ft) at 1,500-4,250 rpm | 2009-2011 |
| N53B30     | 2,996 cc (182.8 cu in) | 160 kW (215 bhp) at 6,100 rpm | 270 N⋅m (199 lb⋅ft) at 2,400-4,200 rpm | 2007-2013 |
| N53B30     | 2,996 cc (182.8 cu in) | 190 kW (255 bhp) at 6,600 rpm | 310 N⋅m (229 lb⋅ft) at 2,600-5,000 rpm | 2009-2011 |
| N53B30     | 2,996 cc (182.8 cu in) | 200 kW (268 bhp) at 6,700 rpm | 320 N⋅m (236 lb⋅ft) at 2,750-3,000 rpm | 2007-2013 |

## 搭載車

### N53B25
N53エンジンの2.5リットルバージョン。 140 kW (188 bhp) と 235 N⋅m (173 lb⋅ft)を発揮した 。ボア82 mm (3.23 in) 、ストロークは78.8 mm (3.10 in)。
- 2006-2010 E60/E61 523i[10]

### N53B30 (150 kW)
F10 523iの前期モデルでは、150 kW (201 bhp) のエンジンが搭載された。
- 2009-2011 F10/F11 523i[11]

### N53B30 (160 kW)
N53エンジンの3.0リットル仕様は、160 kW (215 bhp)を発生したが、この数値はN52エンジンの2.5L仕様の出力と同じである。しかしトルクは 250から270Nmに増加している
- 2007-2013 E90/E91/E92/E93 325i
- 2006-2010 E60/E61 525i

### N53B30 (190 kW)
190 kW (255 bhp) のN53エンジンは、前期モデルのF10 528iで使用された。
- 2009-2011 F10/F11 528i

### N53B30 (200 kW)
N53エンジンで最も高出力な200 kW (268 bhp)と320 N⋅m (236 lb⋅ft) のバージョン
- 2007-2010 E60/E61 530i
- 2007-2010 E63 630i
- 2007-2013 E90/E91/E92/E93 330i
- 2011-2013 F10 530i